# Rhapsodie pour harpe de Vierne
La Rhapsodie, op. 25, est une œuvre pour harpe de Louis Vierne en un seul mouvement, et son unique partition de musique de chambre faisant appel à cet instrument.
Composée en trois semaines en 1909, la partition est dédiée à la harpiste Micheline Kahn, qui en assure la création à la salle Érard, le 4 mars 1909.

## Composition
La partition est composée en trois semaines, au début de l'année 1909. Louis Vierne répond à une invitation de la harpiste Micheline Kahn en préparation d'un concert programmé pour le 25 février.

## Création
La Rhapsodie pour harpe est dédiée à Micheline Kahn, qui en assure la création à la salle Érard, le 4 mars 1909 — le concert ayant été reporté, « elle peut mettre à profit ce délai supplémentaire pour maîtriser à la perfection cette œuvre dont l'exécution est difficile ».
La partition est éditée chez Alphonse Leduc en 1911.

## Présentation

### Mouvement
L'œuvre est en un seul mouvement :
1. Con brio en sol bémol majeur, à quatre temps (noté )

### Analyse
Harry Halbreich compte la Rhapsodie pour harpe op.25 parmi les « pages d'importance secondaire » de l'œuvre de Vierne, avec les Soirs étrangers pour violoncelle et piano. Bernard Gavoty apprécie cette œuvre « qui utilise avec une ingéniosité exceptionnellement musicale les ressources d'un instrument dont on dirait volontiers qu'il est parfois monocorde, si, précisément, la pluralité des cordes n'était pas son attribut caractéristique ».
Jean-Pierre Mazeirat constate qu'« à aucun moment Vierne n'a voulu faire transparaître dans cette pièce les affres que lui causait l'échec de son mariage : le ton demeure serein de bout en bout. Sans doute a-t-il estimé que l'instrument ne s'y prêtait pas. Un tel défilé de sonorités variées, raffinées et séductrices aurait dû en tous cas retenir davantage l'attention des harpistes, dont le répertoire est tout de même loin d'être aussi riche que celui du piano ou de l'orgue ».

## Discographie
- Louis Vierne : La musique de chambre, enregistrement intégral — Rhapsodie, op. 25 par Pascale Zanlonghi (harpe) (17-20 septembre 1993, 2 CD Timpani 2C2019) (OCLC 70597511)
- Paysages de harpe : Rhapsodie, op. 25 par Francette Bartholomée (harpe) (1998, Cyprès) (OCLC 49885544) — avec des œuvres de Debussy, Enesco, Koechlin, Rohozinski, Roussel et Menotti.

### Ouvrages généraux
- Harry Halbreich, « Louis Vierne », dans François-René Tranchefort (dir.), Guide de la musique de chambre, Paris, Fayard, coll. « Les Indispensables de la musique », 1987, 995 p. (ISBN 2-213-02403-0, OCLC 21318922, BNF 35064530), p. 914-916,

### Monographies
- Franck Besingrand, Louis Vierne, Paris, Bleu nuit éditeur, coll. « Horizons » (no 28), 2011, 176 p. (ISBN 978-2-35884-018-7),
- Bernard Gavoty, Louis Vierne : La vie et l'œuvre, Paris, Buchet/Chastel, 1980 (1re éd. 1943), 322 p.